# Arta (miasto w Dżibuti)
Arta – miasto w południowo-wschodnim Dżibuti, szóste co do wielkości miasto kraju - liczy około 6200 mieszkańców (2008). Stolica regionu Arta. 
Miasto słynie z łagodnego klimatu, który utrzymuje się także w miesiącach letnich, dlatego też między majem a wrześniem przyjeżdża do miasta wiele osób, by spędzić tu najgorętsze miesiące roku.
W 2000 r. odbyły się tu rozmowy pokojowe między różnymi stronami konfliktu w Somalii.